# Yūichi Inoue
Pour les articles homonymes, voir Inoue.
Yūichi Inoue (井上 有一, Inoue Yūichi), né à Tokyo (Japon) le 14 février 1916 et mort dans cette ville le 15 juin 1985, est un peintre et calligraphe japonais.
Il est l'un des fondateurs du collectif de calligraphes japonais contemporains Bokujinkai.